# Nothabraxas
Nothabraxas là một chi bướm đêm thuộc họ Geometridae.